# 福島弘文
福島 弘文（ふくしま ひろふみ、1946年 - ）は、日本の法医学者。科学警察研究所所長。
福井県出身。1976年岐阜大学医学部大学院博士課程修了（医学博士）。「生体膜脂質の調節機構に関する研究 : 細胞生育温度による脂質構成の変動」。信州大学名誉教授。岐阜大医学部講師を経て1984年に信州大学医学部助教授になり、翌1985年から2007年まで、松本サリン事件（1994年）や長野・愛知4連続強盗殺人事件（2004年）などで973体の司法解剖に携わった。2008年3月末に信州大を退職、同年には警察庁科学警察研究所所長に就任。同月には20年以上にわたって多くの司法解剖に貢献したとして、長野県公安委員会と長野県警察から感謝状を贈呈された。またDNA型鑑定の権威としても知られる。2017年4月、瑞宝中綬章を受章。

## 著書
- 「DNA鑑定のはなし 犯罪捜査から親子鑑定まで」裳華房 2003年
- 「法医学」（監修） 南山堂 2022年